# Shūsuke Tsubouchi
Shūsuke Tsubouchi (japanisch 坪内 秀介 Tsubouchi Shūsuke; * 5. Mai 1983 in der Präfektur Gunma) ist ein ehemaliger japanischer Fußballspieler.

## Karriere
Tsubouchi erlernte das Fußballspielen in der Schulmannschaft der Maebashi Ikuei High School. Seinen ersten Vertrag unterschrieb er 2002 bei den Vissel Kobe. Der Verein spielte in der höchsten Liga des Landes, der J1 League. Am Ende der Saison 2005 stieg der Verein in die J2 League ab. Am Ende der Saison 2006 stieg der Verein wieder in die J1 League auf. Für den Verein absolvierte er 100 Ligaspiele. 2008 wechselte er zum Ligakonkurrenten Consadole Sapporo. Für den Verein absolvierte er 30 Erstligaspiele. 2009 wechselte er zum Ligakonkurrenten Ōita Trinita. Für den Verein absolvierte er 20 Erstligaspiele. 2010 wechselte er zum Ligakonkurrenten Omiya Ardija. Für den Verein absolvierte er 50 Erstligaspiele. 2012 wechselte er zum Ligakonkurrenten Albirex Niigata. Für den Verein absolvierte er 15 Erstligaspiele. 2014 wechselte er zum Zweitligisten Júbilo Iwata. Für den Verein absolvierte er 15 Ligaspiele. 2016 wechselte er zum Ligakonkurrenten Thespakusatsu Gunma. Am Ende der Saison 2017 stieg der Verein in die J3 League ab. Für den Verein absolvierte er 54 Ligaspiele. Ende 2018 beendete er seine Karriere als Fußballspieler.